# Lucifer's Friend
Lucifer's Friend är ett tyskt hårdrocks- och progressivt rockband bildat 1970. De har också angivits som en av pionjärerna inom doom metal. Först kallade de sig Asterix, men sedan första skivan Asterix kommit ut bytte de namn.

## Historia
Sångaren John Lawton's band Stonewall upplöstes under en turné i Västtyskland 1969. Medan bandet återvände till Storbritannien valde Lawton att stanna i Tyskland. Där träffade han Peter Hesslein, Dieter Horns, Peter Hecht och Joachim Reitenbach, alla medlemmar i ett band som hette The German Bonds. De fem spelade in ett album under namnet Asterix 1970 och bytte sedan namn till Lucifer's Friend.
De tidiga albumen släpptes på Vertigo Records i Europa, men i USA släpptes de på mindre skivbolag, ofta långt efter deras europeiska lansering. Trots detta hade bandet svårt att uppnå kommersiell framgång. 1977 skrev bandet på för Elektra Records och släppte tre album med en mer kommersiell ljudbild, men intresset för bandet hade minskat.
Lucifer's Friend var känt för att ändra musikstil och influenser på varje album. Det första albumet från 1970 hade mörka texter och en nedtonad gitarr- och orgelstil. Det andra albumet, Where the Groupies Killed the Blues (1972), var experimentellt, medan det tredje albumet, I'm Just a Rock & Roll Singer (1973), hade en mer rak rockstil. Banquet (1974) hade jazz fusion-kompositioner , medan Mind Exploding (1976) kombinerade jazz med garage-rock.
John Lawton lämnade bandet 1976 och ersattes av Mike Starrs. Lawton återvände 1981 för albumet Mean Machine. På de två albumen utan Lawton hade bandet en mer kommersiell ljudbild. Lawton's soloalbum från 1980, Heartbeat, var i princip ett Lucifer's Friend-album. Bandet upplöstes officiellt 1982 men återbildades kort 1994 som Lucifer's Friend II innan de upplöstes igen.

## Medlemmar
- John Lawton – sång (1970–1976, 1981–1982, 2014–2020; avliden 2021)
- Mike Starrs – sång (1977–1981)
- Peter Hesslein – gitarr (1970–1982, 2014–2020)
- Dieter Horns – bas (1970–1982, 2014–2020; avliden 2020)
- Joachim "Addi" Rietenbach – trummor (1970–1974; avliden 1974)
- Herbert Bornhold – trummor (1974–1982)
- Stephan Eggert – trummor (2014–2020)
- Peter Hecht – keyboard (1970–1982)
- Jogi Wichmann – keyboard (2014–2020)

## Diskografi

### Studioalbum
- Asterix (1970; som Asterix)
- Lucifer's Friend (1970)
- Where the Groupies Killed the Blues (1972)
- I'm Just a Rock 'n' Roll Singer (1973)
- Banquet (1974)
- Mind Exploding (1976)
- Good Time Warrior (1978)
- Sneak Me In (1980)
- Mean Machine (1981)
- Sumogrip (1994; som Lucifer's Friend II)
- Too Late To Hate (2016)
- Black Moon (2019)

### Samlingar & livealbum
- The Devil's Touch (1976) (1970–1976 Compilation)
- Rock Heavies: Lucifer's Friend (1980) (1970–1976 Compilation)
- Awakening (2015) (Compilation + new songs)
- Live @ Sweden Rock 2015 (2016)